# Ciudad de Carlisle
Carlisle es un distrito no metropolitano con el estatus de ciudad, ubicado en el condado de Cumbria (Inglaterra). Fue constituido el 1 de abril de 1974 bajo la Ley de Gobierno Local de 1972 como una fusión del antiguo municipio condal de Carlisle y el distrito rural de Border.

## Geografía
Según la Oficina Nacional de Estadística británica, Carlisle tiene una superficie de 1039,97 km².

## Demografía
Según el censo de 2001, Carlisle tenía 100 739 habitantes (48,38% varones, 51,62% mujeres) y una densidad de población de 96,87 hab/km². El 18,84% eran menores de 16 años, el 72,87% tenían entre 16 y 74, y el 8,28% eran mayores de 74. La media de edad era de 40,23 años. 
Según su grupo étnico, el 99,11% de los habitantes eran blancos, el 0,3% mestizos, el 0,28% asiáticos, el 0,07% negros, el 0,17% chinos, y el 0,06% de cualquier otro. La mayor parte (97,46%) eran originarios del Reino Unido. El resto de países europeos englobaban al 1,29% de la población, mientras que el 0,28% había nacido en África, el 0,61% en Asia, el 0,17% en América del Norte, el 0,02% en América del Sur, el 0,15% en Oceanía, y el 0,02% en cualquier otro lugar. El cristianismo era profesado por el 80,68%, el budismo por el 0,14%, el hinduismo por el 0,05%, el judaísmo por el 0,03%, el islam por el 0,23%, el sijismo por el 0,02%, y cualquier otra religión por el 0,13%. El 10,95% no eran religiosos y el 7,76% no marcaron ninguna opción en el censo.
El 41,1% de los habitantes estaban solteros, el 42,48% casados, el 1,88% separados, el 6,92% divorciados y el 7,63% viudos. Había 43 963 hogares con residentes, de los cuales el 32,1% estaban habitados por una sola persona, el 10,04% por padres solteros con o sin hijos dependientes, el 55,95% por parejas (47,85% casadas, 8,1% sin casar) con o sin hijos dependientes, y el 1,9% por múltiples personas. Además, había 1966 hogares sin ocupar y 195 eran alojamientos vacacionales o segundas residencias.	